# Stonea
Stonea là một chi rêu trong họ Pottiaceae.